# Mimotettix kawamurae
Mimotettix kawamurae är en insektsart som beskrevs av Matsumura 1914. Mimotettix kawamurae ingår i släktet Mimotettix och familjen dvärgstritar. Inga underarter finns listade i Catalogue of Life.